# Lulu (film)
Lulu is een Nederlandse film gemaakt in 2004 en beleefde zijn première op het International Film Festival Rotterdam 2005, maar kreeg nooit een reguliere opening in de bioscoop. Begin november 2006 werd de film op dvd uitgebracht.

## Verhaal
Op een dag rijdt Leon Mortier door het bos met zijn auto, en komt opeens een mysterieus meisje tegen die zegt dat ze Lulu heet. Leon neemt haar mee in zijn auto en raakt zo geobsedeerd door haar, dat hij vergeet op de weg te letten. Een man verschijnt op de weg en Leon kan de wagen niet meer stoppen en rijdt hem dood. Leon besluit het lijk en Lulu mee te nemen naar zijn huis. Ze raken verliefd op elkaar, maar Lulu is wel onvoorspelbaar in haar gedrag, daarom denkt Leon dat zijn vrienden een grap met hem hebben uitgehaald door Lulu tegen te komen. Daarom nodigt hij ze uit voor een diner bij hem thuis, daar lopen de spanningen hoog op en wil hij al zijn vrienden uit het leven van Lulu bannen.

## Rolverdeling
- Titus Muizelaar ...Leon Mortier
- Vlatka Simac ...Lulu
- Willeke van Ammelrooy ...Gabriella
- Hugo Metsers III ...Alex Mortier
- Georgina Verbaan ...Zita
- Adelheid Roosen ...Franka